# Topolka
Pour les articles homonymes, voir Topólka.
La Topolka (en macédonien : Тополка) est une rivière de la Macédoine du Nord, dans la région du Vardar, et un affluent du fleuve le Vardar.

## Géographie
De 38 kilomètres de longueur[réf. nécessaire], elle prend sa source dans la chaîne de la Yakoupitsa, puis descend vers le nord-est, parallèlement à la Babuna, et se jette dans le Vardar au sud de Veles. Elle traverse notamment le village de Tchachka.

### Bassin versant
Son bassin versant est de 313 km2[réf. nécessaire].

## Aménagements et écologie

### Barrage de Lisiče
Un barrage de 500 mètres de largeur est implanté près de la source de la rivière, près de Lisiče, sur la commune de Tchachka. Il s'agit d'un barrage en remblai de terre, construit par l'entreprise Mavrovo, sis à Skopje.